# Cosimo Cordì
Cosimo Cordì (Locri, 1º gennaio 1951 – Locri, 13 ottobre 1997) è stato un mafioso italiano, capobastone della 'ndrina dei Cordì della 'ndrangheta.

## Biografia
Fratello di Domenico Cordì, ucciso a Locri il 23 giugno 1967, in Piazza Mercato, che segnò l'inizio della lunga faida con la 'ndrina dei Cataldo, Cosimo prese il comando della famiglia insieme al fratello Antonio, soprannominato "U raggiunieri".
Antonio Cordì divenne per un periodo consigliere comunale per il Partito Socialista Italiano.
Venne arrestato nel marzo 1993, sospettato di aver ucciso il neurochirurgo Domenico Pandolfo che aveva operato senza successo la figlia di 9 anni Paola che aveva un tumore al cervello e morì 3 giorni dopo l'operazione.
Negli anni '90, con il riaccendersi della faida venne ucciso a Locri il 13 ottobre 1997 mentre era in bicicletta con suo nipote Salvatore Cordì.